# 카롤리네두더지쥐
카롤리네두더지쥐(Fukomys vandewoestijneae)는 뻐드렁니쥐과에 속하는 설치류의 일종이다. 2002년 헨트 대학교 연구팀이 처음 기술했다. 독특한 두개골 모양으로 구별되는 이 새로운 종은 최근 폴 반 데일 (Paul Van Daele)과 그의 팀이 최근에 기술했고 DNA와 염색체 검사를 통해 신종으로 확인되었다. 이름은 연구팀의 일원으로 아프리카에서 말라리아로 죽은 반 데일의 전 부인 카롤리네(Caroline Van De Woestijne)의 이름을 따서 명명했다.